# Santa Cruz Mountains (AVA)
Pour la chaîne de montagnes, voir Monts Santa Cruz.
Santa Cruz Mountains est une région viticole américaine (American Viticultural Area, ou AVA) reconnue par l'Alcohol and Tobacco Tax and Trade Bureau s'étendant dans les monts Santa Cruz sur trois comtés californiens de la région urbaine de San Francisco : Santa Clara, San Mateo et Santa Cruz. Le massif montagneux, l'océan Pacifique et la baie de San Francisco contribuent à la particularité de cette appellation et sont à l'origine de plusieurs micro-climats où l'altitude et l'orientation des vignes jouent un rôle clé. Les vignobles de cette région ont autrefois considérablement souffert de la maladie de Pierce.

## Géographie
La région viticole est délimitée par la chaîne des monts Santa Cruz, de Half Moon Bay au nord au mont Madonna au sud. Les frontières orientales et occidentales sont délimitées par l'altitude, de 244 mètres (800 pieds) d'altitude à l'est jusqu'à 122 m (400 pieds) à l'ouest. La région s'étend à travers les comtés de Monterey, Santa Cruz, Santa Clara et San Mateo.

## Vins
Plus de 70 exploitations viticoles y produisent des vins à partir de chardonnay, zinfandel, cabernet sauvignon et de pinot noir, ainsi que des portos et assemblages divers. La région compte parmi les plus vieilles exploitations de Californie. Deux domaines participèrent au Jugement de Paris, une dégustation qui en 1976 opposa des vins français à des vins californiens, un chardonnay 1973 de David Bruce Winery et un millésime 1971 du Monte Bello de Ridge Vineyards.